# Frenkie de Jong
Frenkie de Jong (Arkel, 12 de maio de 1997) é um futebolista neerlandês que atua como meio-campista. Atualmente joga pelo Barcelona.

## Carreira

### Willem II
De Jong fez sua estreia no Campeonato Holandês no dia 10 de maio de 2015, atuando pelo Willem II em uma partida contra o ADO Den Haag. Ele saiu do banco de reservas e o Willem II venceu por 1 a 0. Foi vendido ao Ajax no dia 22 de agosto de 2015, porém permaneceu no Willem II por empréstimo até 31 de dezembro de 2015. 

### Ajax
No início da temporada, no dia 22 de agosto de 2015, de Jong foi contratado pelo Ajax porém permaneceu no Willem II até 31 de dezembro. 
Retornou em 1 de janeiro de 2016 e ajudou o clube a chegar na final da Liga Europa de 2016–17. Por causa de sua boa temporada pelo Ajax, de Jong foi eleito o Jogador Jovem do Ano da Eredivise.
Após brilhar em 2018 e começar 2019 em grande nível, fez um grande Campeonato Holandês 2018–19 e teve excelentes atuações na Liga dos Campeões, despertando assim o interesse do Barcelona.

### Barcelona
No dia 23 de janeiro de 2019, portanto, foi anunciado como a nova contratação da equipe espanhola para a temporada 2019–2020. O jogador, no entanto, continuou no Ajax até o final da temporada 2018–19.
As primeiras partidas de De Jong impressionaram a mídia espanhola. O jornal Marca escreveu: "Frenkie de Jong é uma lufada de ar fresco para o Barça e um meio-campista enorme. Ele sabe o que vai fazer antes de receber a bola e a executa instantaneamente.".

## Carreira internacional
De Jong fez oito aparições pela equipe sub-19 da Holanda sub-19, estreando contra a Rússia em 7 de julho de 2015. Ele fez seis aparições e marcou um gol pela Holanda no nível sub-21. Em 6 de setembro de 2018, De Jong substituiu Georginio Wijnaldum no intervalo para fazer sua estreia internacional sênior em uma vitória amistosa (2–1) contra o Peru. Quinze minutos após sua estreia, ele deu uma assistência para Memphis Depay ao recuperar a posse de bola no alto do campo e preparar o atacante. Mais tarde, ele marcou o gol da vitória e teve uma taxa de conclusão de passes de 100% (21 passes) no meio-campo adversário. Ele logo se tornou titular regular da Holanda na Liga das Nações da UEFA de 2018–19 e nas Eliminatórias da Eurocopa de 2020. Ele foi incluído na Eurocopa de 2020 e na Copa do Mundo FIFA de 2022. Nesta última, ele marcou seu primeiro gol na competição, marcando em uma vitória por 2–0 contra o país anfitrião do torneio, Catar, na fase de grupos.

## Vida pessoal
De Jong nasceu em Gorinchem e cresceu em Arkel, uma cidade na província da Holanda do Sul, onde começou a jogar futebol desde jovem. Desde que começou a jogar profissionalmente, De Jong escolheu o número 21 em sua camisa como homenagem ao seu avô, que nasceu em 21 de abril. Ele conheceu sua noiva Mikky Kiemeney no ensino médio e estão namorando desde 2014. O casal ficou noivo em julho de 2022. O casal tem um filho, Miles de Jong, nascido em 21 de novembro de 2023. 

## Títulos
Ajax
- Copa da Holanda: 2018–19
- Campeonato Holandês: 2018–19

Barcelona
- Campeonato Espanhol: 2022–23, 2024–25[21]
- Copa do Rei: 2020–21, 2024–25[22]
- Supercopa da Espanha: 2022–23, 2024–25

### Prêmios individuais
- Jogador Jovem do Ano da Eerste Divisie: 2016–17
- Jogador do mês da Eredivisie: Dezembro de 2018, Fevereiro de 2019
- Jogador do ano da Eredivisie: 2018–19
- Equipe ideal da Eredivisie: 2018–19
- Revelação do Futebol Neerlandês do Ano: 2018–19
- Seleção da UEFA Champions League: 2018–19
- Seleção da Liga das Nações da UEFA: 2018–19[23]
- Melhor Jovem Jogador da Liga das Nações da UEFA: 2018—19
- Melhor Meia do Ano da UEFA: 2018–19
- FIFPro World XI: 2019
- Equipe do Ano da UEFA: 2019